# Southrey
Southrey – wieś w Anglii, w Lincolnshire. Leży 16.8 km od Lincoln i 186 km od Londynu.
W latach 1870–1872 osada liczyła 198 mieszkańców. Southrey jest wspomniana w Domesday Book (1086) jako Sudtrie / Sutrei(e).